# Menkea villosula
Menkea villosula là một loài thực vật có hoa trong họ Cải. Loài này được J.Black mô tả khoa học đầu tiên.